# MS Queen Elizabeth
O MS Queen Elizabeth é um navio de passageiros britânico operado pela Cunard Line e construído pelos estaleiros da Fincantieri em Trieste, Itália. É a segunda embarcação da Classe Vista de cruzeiros da companhia depois do MS Queen Victoria, sendo também um companheiro do RMS Queen Mary 2.